# Джироламо Далла Каза
Джироламо Далла Каза (італ. Girolamo Dalla Casa), також Джироламо да Удіне (італ. Girolamo da Udine) (помер у 1601) — італійський композитор пізнього Відродження, представник Венеційської школи, інструменталіст та музикознавець; керівник духової секції музичної капели Базиліки Сан Марко. Був відомішим та впливовим як виконавець, ніж як композитор.

## Біографія
Достотних відомостей про довенеційське життя Джироламо Далла Кази не збереглося. Він народився в Удіне, але дата народження невідома. Почав свою діяльність як музикант певно у рідному місті: можливо про нього йдеться у одному повідомленні про Джироламо, що був дударем (piffero) до 1554 року, коли подався у чужі краї (per altri lidi). У наступні роки можливо був при Баварському дворі, оскільки його ім'я згадується в одному документі 1565 року; окрім того, його перша книга мадригалів (Венеція 1574) присвячена Фердинанду, тобто герцогу баварському, як невеличка повинність моєї давньої служби (picciol tributo dell'antica mia servitù).
У документах діяльність Далла Кази відбивається з 1568 року; 29 січня цього року йому було доручено створити ансамбль духових інструментів для музикування у венеційському Соборі Сан Марко. У цьому першому постійному інструментальному ансамблі, що став ядром соборного оркестру, окрім Джироламо (корнет), грали його брати, Ніколо та Джованні (басовий тромбон), а також інші музиканти, набрані Далла Казою відповідно до вимог. З роками ця група стала доволі великою, і у 1584 році він носив звання Голови ансамблів духових інструментів найяснішої сіньйорії Венеції. Всі три брати окрім того були дударями (piffari) дожа (Ніколо та Джовані з 1572) і брали участь у музикуваннях влаштованих венеційськими братствами. Ніколо, у перші роки XVII століття, керував також незалежним колективом дударів.
Далла Каза залишався головою оркестру до смерті, що настала здогадно у Венеції у 1601 році; його брати також працювали в оркестрі до смерті, яка спідкала Джованні у 1607 році, а Ніколо у 1617 році.

## Духова секція
Простір та пов'язані з ним акустичні властивості Базиліки Сан Марко були причиною того, що цей храм став одним з найважливіших музичних центрів тогочасної Італії, і навіть значною мірою посприяли виникненню венеціанської композиторської школи. Духовий ансамбль Далла Кази також був одним з чинників формування венеційського стилю, так велика частина музики Джованні Ґабріелі явно написана з урахуванням можливостей цього колективу, він також передбачався і в інших опоряджених поліхоральних творах композиторів того часу .
Діяльність ансамблю у соборі Сан Марко передвіщала а можливо й вплинула, на розвиток стилю concertino-ripieno пізньобарокового concerto grosso. Будучи невеличкою групою музикантів-віртуозів, що грали у протиставленні з розміщеними навколо них більш великими інструментальними та вокальними силами, та знаходячись у центрі вельми впливового стилістичного руху, ансамбль функціонував як рання форма concertino. Більшість творів, що Ґабріелі та інші композитори венеціанської школи писали для них, збереглися.
Сам Далла Каза був віртуозним гравцем на корнеті, інструменті, що він його описував як «найчудовіший з усіх інструментів».

## Твори
Далла Каза здебільша був відомий як інструменталіст ніж як композитор. Нашого часу добулися дві книги мадригалів та одна книга мотетів з його композиторського доробку, що певно й обмежувався цими публікаціями. Збереглося також декілька творів його брата Ніколи.
Важливішим для музикознавства був двочастинний підручник Джироламо Далла Кази 1584 року з орнаментики «Правдивий спосіб прикрашати» (Il vero modo di diminuir), що давав ясні та точні приклади орнаментації, яка використовувалася у співанні та гранні мотетів та мадригалів того часу. З підручника видно, що поліфонічні праці зазвичай виконувалися без прикрас, а твори у більш гомофонному стилі, а особливо великі поліфонічні композиції з частими секційними варіаціями та опуклими каденціями, прикрашалися орнаментами, деякі з них з'являються у нотованій музиці.

### Музичні

#### Джироламо
- Перша книга мадригалів на 5 та на 6 голосів разом з діалогом на 8… (Il primo libro de madrigali a 5 e a 6 voci insieme a un dialogo a otto …, Венеція, 1574
- Друга книга мадригалів на 5 голосів з пасажами (Il secondo libro de madrigali a 5 voci, con i passaggi, Венеція, 1590
- Перша книга мотетів на 6 голосів… (Il primo libro de mottetti a 6 voci …), Венеція, 1597

#### Брата Ніколи
Збереглися:
- збірка
  - Канцони та мадригали на 4 голоси… Книга друга (Canzoni et madrigali a 4 voci… Libro secondo), Венеція, 1591
- Окремі твори в антологіях
  - у Духовна музика на п'ять голосів, з двома діалогами на десять (Musica spirituale … a 5 voci, con due dialoghi a dieci), Венеція, 1586
    - Signor mentre ch'in terra Vergine all'hor (на 5 голосів)
    - Dorme il sommo, e celeste (на 10 голосів),

  - у Флоріндо та Арміла пасторальна канцона… На п'ять голосів (Florindo e Armilla canzon pastorale… a cinque voci), Венеція, 1593.
    - Poi disse

### Теоретичні
Джироламо Далла Каза є автором знаменного документа венеційскої інструментальної практики кінця XVI століття, підручника з орнаментики під назвою «Правдивий спосіб прикрашати усякого роду Духовими інструментами, та струнними, та людським голосом…» (Il vero modo di diminuir con tutte le sorti di stromenti di fiato, e corda, e di voce humana …), Венеція, Анджело Ґардано, 1584.
У двох книгах, що на них поділяється підручник, Далла Каза наводить приклади прикрашання, використовуючи наступні тривалості: восьмі, шістнадцяті, «treplicate» (потроєні) (двадцять чотири на такт) та «quadruplicate» (почетверені) (тридцять дві на такт). Найкращий спосіб прикрашати, за думкою автора, полягає увикористанні суміші усіх чотирьох фігур.
Після серії прикладів пасажів, на різних інтервалах гами, що охоплювали сексту, септиму та октаву, які не розглядалися у підручниках інших авторів), Далла Каза накладає орнаментацію на уривки, витягнені з мадригалів та шансонів Чіпріано де Роре, Алессандро Стріджо, Філіппе де Монте, Адріана Вілларта, Мартина Малогрошей (Martin Peu d'Argent), Клеменса-не-Папи, Андреа Ґабріелі, Ніколя Ґомберта, Клемана Жаннекена, Томаса Крекійона, Жана Куртуа, Орландо ді Лассо, П'єра Сандрена (Regnault або Sandrin) та Джованні П'єрлуїджі да Палестрини.
Орнаментика наводиться без розрізнення духових, струнних та клавішних інструментів чи людського голосу; однак для деяких композицій другої книги чітко вказано, що у накладенні прикрас вокальне виконання відрізняється від інструментального меншою одноманітністю (uniforme) та менш швидкими тривалостями. Канцона Чіпріано де Роре «Alla dolc'ombra», що міститься у другій книзі, є єдиним прикладом у підручнику, де всі голоси орнаментуються, в той час як інші обмежуються лише партією верхнього голосу.
У передмові до першої книги Далла Каза дає короткі відомості про техніку гри на духових інструментах, і зокрема на корнеті. Цей інструмент він вважав найчудовішим з духових через те, що він більш за інші схожий налюдський голос.
У цілому підручник не виходить за межі традиції ренесансового орнаментування, але деякі характеристики, як використання «tremoli groppizzati» (зв'язувальні тремоло) та «groppi battute» (вузлові наголоси) на місцях каденцій орнаментованих попередніми авторами, вказують на тенденцію до кристалізації орнаментикі у фіксованих формулах, типових для наступного століття.

### Окремі публікації
- Dalla Casa, Girolamo. 1584. Il vero modo di diminuir con tutte le sorti di stromenti di fiato, & corda, & di voce humana. Venice: Angelo Gardano. Факсимільний видання, Bibliotheca musica Bononsiensis, sezione II, no. 23 (Bologna: Arnaldo Forni Editore, 1970). Англійський переклад Jesse Rosenberg у Historic Brass Society Journal 1, no. 1 (1989): 109–14.